# Muling
Muling (穆棱市S, MùlíngP) è una città-contea della Cina, situata nella provincia di Heilongjiang e amministrata dalla prefettura di Mudanjiang.